# Bilal Coulibaly

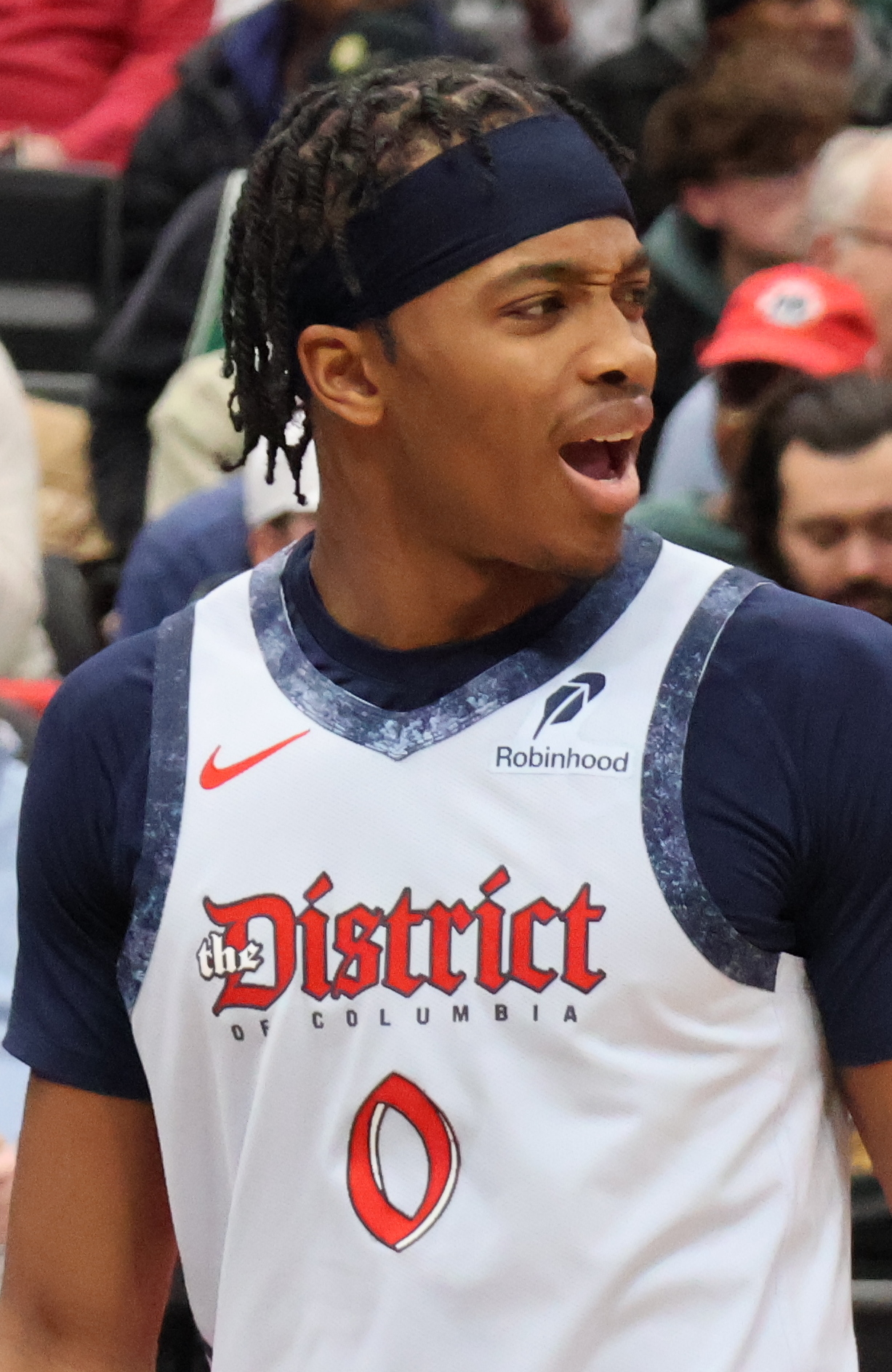
Bilal Coulibaly, 2024.

Bilal Coulibaly, född 26 juli 2004 i Saint-Cloud, är en fransk professionell basketspelare (SF) som spelar för Washington Wizards i National Basketball Association (NBA). Han har tidigare spelat för Metropolitans 92 i Frankrike.
Coulibaly draftades av Indiana Pacers i första rundan i 2023 års draft som sjunde spelare totalt.